# Ekeblad, galär (1749)
Ekeblad var en svensk galär byggd på Skeppsholmen 1749 av skeppsbyggmästaren Johan Acrel.

## Historia
Deltog i slaget vid Älgsjöskatan, reträtten vid Björkösund samt  i Viborgska gatloppet där fartyget grundstötte vid Pensarholmarna och fick stryka flagg. Fartyget gick inte att rädda utan sjönk. Besättningen räddades av galären Palmstierna som blev erövrad av ryssarna